# Carex tucumanensis
Carex tucumanensis är en halvgräsart som beskrevs av Gerald A. Wheeler. Carex tucumanensis ingår i släktet starrar, och familjen halvgräs. Inga underarter finns listade i Catalogue of Life.